# Parfum de nișă
Parfumul de nișă este parfumul realizat de companii dedicate în primul rând creării parfumului, spre deosebire de parfumul de la case de modă (numit adesea „parfum de designer”) sau de celebrități („mirosuri de vedete”).  Aceste companii sunt, în general, mai mici decât firmele majore de parfumuri precum Coty Inc., Puig și Firmenich, dar mai mari decât liniile de „parfumuri indie”, care sunt în general deținute și operate de parfumier. Mai ales din anii 2010, mărcile de parfumuri de nișă sunt adesea deținute de o corporație-mamă mai mare.

## Istorie
În ultimele decenii ale secolului al XX-lea și primii ani ai celui de-al XXI-lea, parfumeria de nișă a câștigat popularitate în special în Europa și America de Nord în rândul persoanelor care caută mirosuri unice, deoarece casele de nișă făceau în general loturi mai mici decât parfumurile de designer sau de celebrități, astfel mai puțin omniprezente la un moment dat. Cu toate acestea, în anii 2010, după un deceniu de declin pentru parfumurile de pe piața de masă, conglomeratele internaționale de lux au achiziționat multe linii de nișă și le-au pus într-o distribuție mai largă. Estée Lauder Cos. Inc. a fost un prim participant la acest sector, cumpărând marca de nișă britanică Jo Malone London în 1999 (fondatorul, Jo Malone, a rămas în calitate de director de creație până în 2006, apoi a plecat și a format în cele din urmă o nouă linie de nișă numită Jo Loves). Achizițiile de nișă ale Estée Lauder s-au accelerat în anii 2010, cumpărând Éditions de Parfums Frédéric Malle și Le Labo în 2014 și By Kilian în 2016. Tot în 2016, conglomeratul de parfumuri spaniol Puig a cumpărat Penhaligon's și L'Artisan Parfumeur, iar L'Oréal a achiziționat Atelier Cologne. În 2017, LVMH a cumpărat Maison Francis Kurkdjian.
Aceste schimbări au complicat conceptul de parfumerie de nișă, deoarece multe parfumuri de nișă au devenit la fel de disponibile și omniprezente ca parfumul de designer - unde acesta din urmă fusese numit uneori „parfum de magazin universal”, acum multe linii de nișă au devenit frecvent disponibile și în magazinele universale. Un articol din Marie Claire din septembrie 2020, care susținea „Niche Perfumes That You Set You Apart From the Crowd”, menționa Chanel nr. 5 și Le Labo Santal 33 - acesta din urmă, un parfum de nișă exclusiv anterior - împreună ca parfumuri larg familiare de evitat în favoarea de linii de nișă mai obscure.